# Mariya Poliakova
Mariya Yúrievna Poliakova –en ruso, Мария Юрьевна Полякова– (Moscú, 8 de mayo de 1997) es una deportista rusa que compite en saltos de trampolín.
En los Juegos Europeos de 2015 obtuvo dos medallas, una de oro y una de plata. Ganó dos medallas en el Campeonato Europeo de Natación, oro en 2018 y bronce en 2013.

## Palmarés internacional
| Juegos Europeos    | Juegos Europeos       | Juegos Europeos   | Juegos Europeos      |
| Año                | Lugar                 | Medalla           | Prueba               |
| ------------------ | --------------------- | ----------------- | -------------------- |
| 2015               | Bakú (Azerbaiyán)     | Medalla de oro    | Trampolín 1 m        |
| 2015               | Bakú (Azerbaiyán)     | Medalla de plata  | Trampolín 3 m sincro |
| Campeonato Europeo |                       |                   |                      |
| Año                | Lugar                 | Medalla           | Prueba               |
| 2013               | Rostock (Alemania)    | Medalla de bronce | Trampolín 1 m        |
| 2018               | Glasgow (Reino Unido) | Medalla de oro    | Trampolín 1 m        |